# Bazyleusz IV Semun
Bazyleusz IV Semum (ur. ?, zm. ?) – w latach 1421–1444 89. syryjsko-prawosławny Patriarcha Antiochii. 